# Осин, Александр Валерьевич
Александр Валерьевич Осин (род. 12 января 1999, Пенза) — российский хоккеист, защитник.

## Биография
Начинал заниматься хоккеем в пензенском «Дизеле». С 2011 года — в «Динамо» Москва. В сезоне 2016/17 дебютировал в МХЛ в составе команды ХК МВД Балашиха (в следующем сезоне — МХК «Динамо» Москва). В сезоне 2018/19 — в команде НМХЛ «Дизелист» Пенза. Выступал за команды ВХЛ «Динамо» Тверь — Красногорск (2019/20 — 2020/21), «Ижсталь» Ижевск (2021/22), «Ермак» Ангарск (2022/23). 28 июля 2023 года перешёл в команду чемпионата Белоруссии «Химик» Новополоцк. Проведя 19 матчей, 15 декабря расторг контракт.
Участник юниорского чемпионата мира 2016 года.